# Гран-Сабана

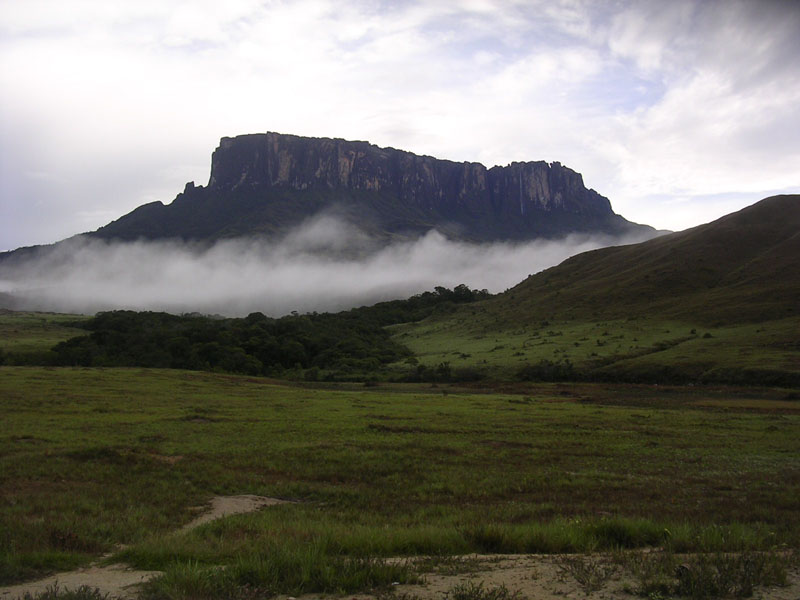
Тепуй Кукенан.

6°15′00″ пн. ш. 62°50′18″ зх. д. / 6.25° пн. ш. 62.83833333° зх. д.
Гран-Сабана (ісп. La Gran Sabana — «велика савана») — одна з найбільших природних пам'яток Венесуели, розташована на півдні штату Болівар на кордоні з Бразилією, приблизно в 1 400 км від Каракаса.
Район Гран-Сабана характеризується вологим тропічним кліматом, із середніми температурами 28 °C, проте вночі температура може знижуватися до 13 °C. Гран-Сабана лежить на плато із середньою висотою 1 000 м над рівнем моря та містить численні гори із плоскою вершиною — тепуї, що здіймаються над навколишніми рівнинами. Гора Рорайма — найвищий тепуй з висотою 2 810 м над рівнем моря, та визначає точку перехрещення кордонів Бразилії, Венесуели і Гаяни.